# Marzigogna
La Marzigogna è un torrente affluente dell'Adda situato nei pressi di Moia, frazione di Albosaggia. Si trova all'interno dell'area della Zona Parco Naturale delle Orobie Meriggio. Nonostante la sua brevissima lunghezza di circa 4 km riesce comunque a formare una valle, la valle Marzigogna, che dal torrente prende il nome. È l'82º affluente di sinistra del fiume Adda.